# Norodom Suramarit
Norodom Suramarit (Nom Pen, 6 de marzo de 1896 - Nom Pen, 3 abril 1960) fue rey de Camboya desde 1955 hasta su muerte en 1960. Durante una parte de su existencia, Camboya fue un protectorado de Francia, como parte de la Indochina francesa.

## Biografía
El príncipe Norodom Suramarit fue primo hermano del rey Sisowath Monivong y se convirtió en su yerno cuando se casó con su hija, la princesa y luego reina-madre, Sisowath Kossamak. Cuando murió el rey en 1941, su nieto (el príncipe Norodom Sihanouk) heredó el trono y organizó la nación para independizarse de Francia. Pero, el nuevo rey, con el deseo de abrir una nueva era política bajo una monarquía constitucional, abdicó en 1955 para abrirse hacia la elección como primer ministro. El rey Norodom Sihanouk seleccionó entonces como sucesor a su propio padre, el príncipe Norodom Suramarit.
El rey Norodom Suramarit murió en 1960, y aunque su hijo, el príncipe Norodom Sihanouk volvió a ser jefe de estado, no reanudó la monarquía, dejando el puesto vacante hasta que fue elegido de nuevo como rey en 1993.

## Distinciones honoríficas

### Distinciones honoríficas camboyanas
- Soberano Gran Maestre de la Real Orden de Camboya (1941).

### Distinciones honoríficas extranjeras
- Comandante de la Orden de la Legión de Honor (República Francesa, 1939).
- Gran Oficial de la Orden de la Legión de Honor (República Francesa).
- Caballero Gran Cordón de la Suprema Orden del Crisantemo (Imperio de Japón).
- Caballero Gran Cordón de la Orden del Millón de Elefantes y del Parasol Blanco (Reino de Laos, 1955).
- Caballero Gran Cordón de la Orden del Dragón de Annam (Imperio de Vietnam).
- Caballero Gran Cordón de la Orden Nacional de Vietnam (Imperio de Vietnam).
- Gran Comandante de la Gloriosísima Orden de la Verdad (Agga Maha Thiri Thudhamma) (Birmania).
- Caballero de Primera Clase de la Orden de Suvórov (11/07/1959).

## Sucesión
- Anterior - Norodom Sihanouk
- Anterior a Sihanouk - Sisowath Monivong
- Posterior - Norodom Sihanouk